# Ruen Icefall
La Ruen Icefall (in lingua bulgara: ледопад Руен, Ledopad Ruen; cascata di ghiaccio Ruen) è una cascata di ghiaccio antartica che si trova nella Penisola Rozhen dell'Isola Livingston, nelle Isole Shetland Meridionali, in Antartide. È situata a sud del Ghiacciaio Huntress, a nordovest del Ghiacciaio Prespa e nordest del Ghiacciaio Peshtera e del Ghiacciaio Charity.
Fluisce verso la False Bay da un circo sovrastato da Simeon Peak, St. Cyril Peak e St. Methodius Peak nel Friesland Ridge dei Monti Tangra.
La denominazione è stata assegnata in riferimento al Ruen Peak, la vetta più alta dei Monti Osogovo, nella parte sudoccidentale della Bulgaria.

## Localizzazione
La cascata di ghiaccio è posizionata alle coordinate 62°42′03″S 60°16′04″W, 2 km nord-nordovest del St. Methodius Peak, 3,43 km a est-nordest della Ogosta Point e 4,39 km a sudest del Napier Peak nella Penisola Hurd. Mappatura dell'UK Directorate of Overseas Surveys nel 1968, spagnola nel 1991, rilevazione topografica bulgara nel corso della spedizione Tangra 2004/05 e mappatura nel 2005 e 2009.

## Mappe
- L.L. Ivanov et al. Antarctica: Livingston Island and Greenwich Island, South Shetland Islands. Scale 1:100000 topographic map. Sofia: Antarctic Place-names Commission of Bulgaria, 2005.
- L.L. Ivanov.  Antarctica: Livingston Island and Greenwich, Robert, Snow and Smith Islands (JPG), su apcbg.org.. Scale 1:120000 topographic map. Troyan: Manfred Wörner Foundation, 2009. ISBN 978-954-92032-6-4